# Парламентские выборы в Экваториальной Гвинее (2008)
Парламентские выборы в Экваториальной Гвинее проходили досрочно 4 мая 2008 года одновременно с местными выборами, были избраны 100 депутатов в парламент и 230 местных советов.
Президент Теодоро Обианг Нгема Мбасого распустил палату народных представителей 29 февраля 2008 года и объявил, что всеобщие парламентские выборы, первоначально запланированные на 2009 год, будут перенесены на один год и проведены вместе с местными выборами 4 мая. Это объясняется попыткой сэкономить деньги. До выборов Демократическая партия Экваториальной Гвинеи (ДПЭГ) и её союзники занимали 98 из 100 мест в нижней палате парламента и более 200 из 230 мест муниципальных советов. Предполагалось, что ДПЭГ должна была снова победить с подавляющим преимуществом в 2008 году.
Кампания, как сообщается, проходила без народного энтузиазма; около 1000 человек присутствовало на запуске кампании ДПЭГ на стадионе в Малабо, хотя были доступны 15 тысяч мест. В ходе кампании армейский самолёт Ан-32 разбился в Аннобоне, в результате чего погибли 13 членов ДПЭГ.
Во время выборов было зарегистрировано 278 000 избирателей.
Для того, чтобы «гарантировать нормальное функционирование умственных способностей» среди избирателей, продажу и употребление алкоголя запретили в день выборов.
4 мая Генеральный секретарь оппозиционной конвергенции за социал-демократию (СПД), Пласидо Мико Абого, осудил выборы как «повторение того, что правительство всегда готово»[что?]. Он сказал, что выборы сопровождались «нарушением процедуры на многих избирательных участках», в том числе фиксировались случаи исчезновения бюллетеней и невозможность заменить бюллетени, которые закончились; он также утверждал, что подверглись преследованиям представители ДСП на избирательных участках.
Частичные официальные результаты были впервые выпущены на 5 мая, показывающий ДПЭГ в подавляющем большинстве случаев победу. В некоторых округах, таких как Мока в Южном Биоко, партия набрала 100 % голосов. Результаты большинства избирательных участков в Монгомо, из которого происходит президент Обианг, показали, что ДПЭГ получила 100% голосов. Лучший результат СПД показала в округе Любу в Южном Биоко, где ДСП набрала 0,7%.

## Результаты
В итоге Демократическая партия Экваториальной Гвинеи получила 99 мест из 100 в парламенте. Конвергеция за социальную демократию получила 1 место.